# Bronzen pantsermeerval
De bronzen pantsermeerval (Corydoras aeneus) is een vis uit de familie pantsermeervallen (Callichthyidae).

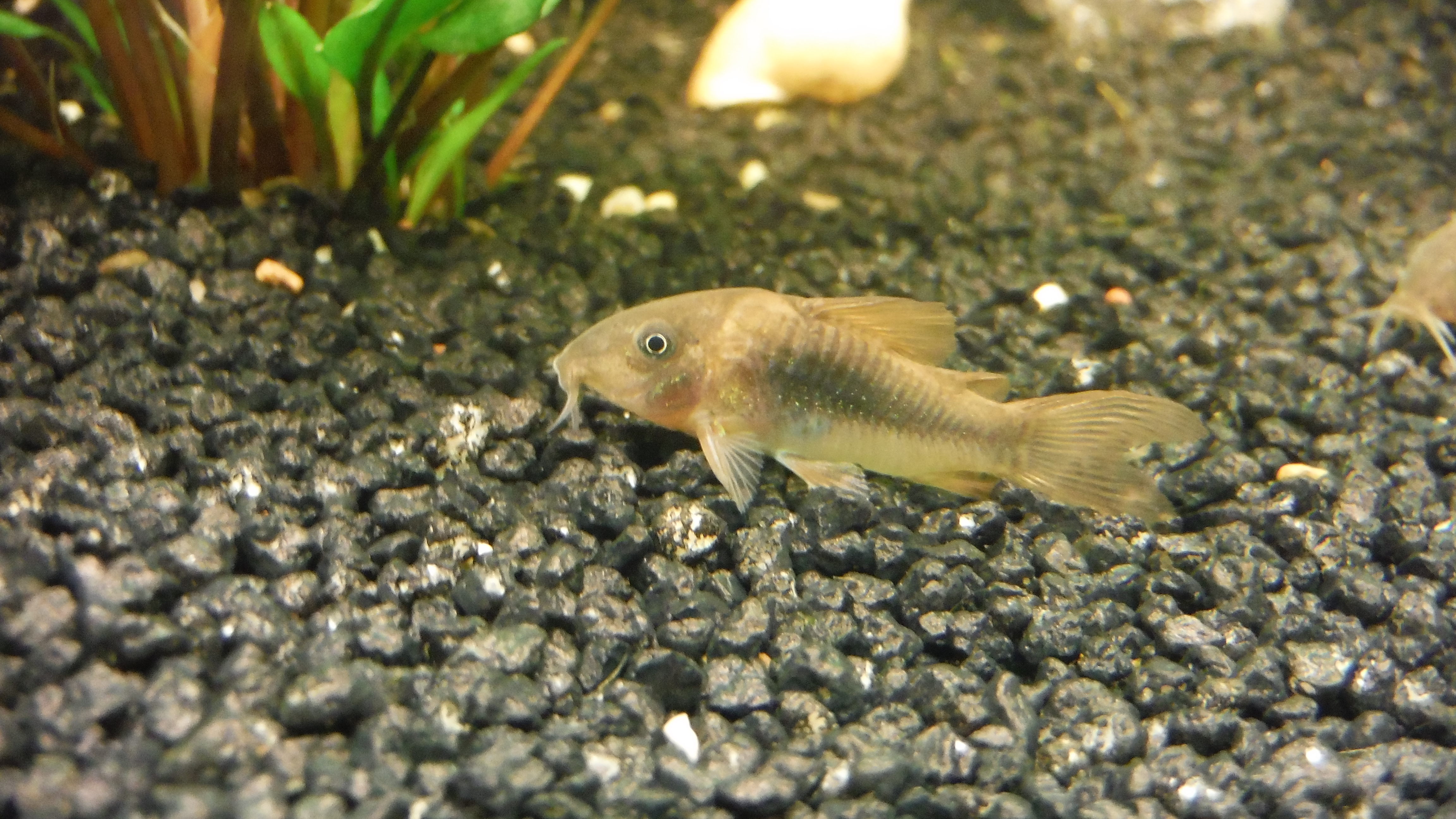
Een bronzen pantsermeerval

Het is een vrij kleine, niet-agressieve bodemvis die in een aquarium het best in kleine groepen van ongeveer 5 dieren kan houden. De soort stelt geen hoge eisen. De vis is overdag actief en omnivoor, zowel levend als diepvriesvoedsel wordt aangenomen. De lengte is ongeveer 6,5 centimeter voor de mannetjes, vrouwtjes worden ongeveer 7 cm en de levensverwachting is ongeveer 15 jaar.
De bronzen pantsermeerval is niet makkelijk te kweken maar heeft een opvallende balts waarbij het mannetje de baarddraden van het vrouwtje vastneemt.
1. ↑  (en) Bronzen pantsermeerval op de IUCN Red List of Threatened Species.